# Paul Kpaka
Paul Kpaka [uitspraak: 'pʌul 'pɑkɑ] (Freetown, 7 augustus 1981) is een voormalig voetballer uit Sierra Leone die als aanvaller speelde. 

## Clubcarrière
Paul Kpaka emigreerde naar België en werd een vlot scorende spits tijdens zijn jaren bij RWDM en vooral Germinal Beerschot waar Marc Degryse, Kristof Snelders en Dirk Huysmans, onder anderen, zijn aangevers waren. Later speelde hij nog voor KRC Genk en KSV Roeselare. De aanvaller speelde in zijn jeugd voor Kamboi Eagles (Sierra Leone), Degerfors IF (Zweden), Östers IF (Zweden) en Feyenoord (jeugd). 
Na zijn verkoop aan het Belgische RWDM in het seizoen 1999/00 maakte hij zijn debuut op 25 augustus 1999 in de wedstrijd RWD Molenbeek - KV Oostende (3-0). Tijdens zijn twee seizoenen bij Germinal Beerschot ontpopte de kleine, bonkige aanvaller zich tot een ware topschutter en hengelde de Belgische top-5 naar zijn diensten. Een zware blessure aan het einde van het seizoen 2001/02 leek een transfer te blokkeren, maar RC Genk haalde Kpaka een jaar later naar het Fenix Stadion als vervanger voor Wesley Sonck. 
In Limburg brak hij echter nooit door, waarna hij door RC Genk werd verhuurd aan RBC Roosendaal. Met de Roosendalers degradeerde Kpaka daarop naar de Eerste divisie en was hij bij RC Genk einde contract. SV Roeselare besloot de speler in de zomer van 2006 te contracteren. 
Paul Kpaka ondertekende in 2008 een tweejarig contract (met optie voor een extra seizoen) bij Germinal Beerschot, waar hij dus na een afwezigheid van vijf seizoenen terugkeert. Hij speelde in het seizoen 2010/11 voor twee clubs op Cyprus.

## Interlandcarrière
Kpaka speelde tussen 2002 en 2008 in totaal 14 wedstrijden voor het Sierra Leoons voetbalelftal waarin hij vijf doelpunten maakte.

## Privé
In februari 2011 kreeg hij vier maanden voorwaardelijke celstraf en een boete omdat hij een vals rijbewijs probeerde in te ruilen voor officiële documenten. Hij was eerder veroordeeld wegens rijden zonder rijbewijs.

## Clubstatistieken
| seizoen | club                  | land      | competitie         | duels | goals |
| ------- | --------------------- | --------- | ------------------ | ----- | ----- |
| 1999/00 | RWD Molenbeek         | België    | Jupiler League     | 30    | 10    |
| 2000/01 | RWD Molenbeek         | België    | Jupiler League     | 27    | 12    |
| 2001/02 | Germinal Beerschot    | België    | Jupiler League     | 31    | 25    |
| 2002/03 | Germinal Beerschot    | België    | Jupiler League     | 28    | 20    |
| 2003/04 | RC Genk               | België    | Jupiler League     | 19    | 4     |
| 2004/05 | RC Genk               | België    | Jupiler League     | 22    | 2     |
| 2005/06 | → RBC Roosendaal      | Nederland | Eredivisie         | 29    | 5     |
| 2006/07 | SV Roeselare          | België    | Jupiler League     | 28    | 4     |
| 2007/08 | SV Roeselare          | België    | Jupiler League     | 30    | 4     |
| 2008/09 | Germinal Beerschot    | België    | Jupiler Pro League | 18    | 1     |
| 2009/10 | Germinal Beerschot    | België    | Jupiler League     | 1     | 0     |
| 2009/10 | Germinal Beerschot    | België    | Play-Off II B      | 0     | 0     |
| 2010/11 | Enosis Neon Paralimni | Cyprus    | A Divizion         | 5     | 0     |
|         | Chalkanoras Idaliou   | Cyprus    | B' Kategoria       | 7     | 0     |
|         |                       |           | Totaal             | 275   | 87    |

Bijgewerkt: 12/10/2015

## Trivia
- Zoals dat het geval was bij zijn tijdgenoot Désiré Mbonabucya, de Rwandese spits van STVV (2000–2006), werd zijn familienaam aanvankelijk ook verkeerd uitgesproken als Kəpaka in plaats van Paka.